# Сосновський Михайло Іванович
Сосновський Михайло Іванович (1 грудня 1919, село Великі Гаї (нині Тернопільський район, Тернопільська область) — 25 липня 1975, Джерсі-Сіті, штат Нью-Джерсі, США) — журналіст, публіцист і суспільно-політичний діяч.

## Життєпис
Закінчив гімназію в м. Тернополі[яка?] (1938), під час навчання в якій став членом Юнацтва ОУН. Вивчав теологію в Греко-католицькій богословській академії у Львові (1938—1939), історію у Львівському університеті (1940).
Працював учителем у Денисові, звідки був призваний у Червону армію восени 1940 року. Служив у Вознесенську Миколаївської області, потім у Сороках у Бессарабії. З початком німецько-радянської війни опинився на Лівобережжі, де й потрапив у німецький полон. Дивом пережив страшний «марш смерті» до Умані та повернувся додому восени 1941 року. Знову став учителювати, на цей раз у Ладичині. Учасник націоналістичного підпілля.
У 1944 році Сосновський одружився з Оксаною Завадович і виїхав до Берліна, де працював у шпиталі, після чого поїхав далі на захід до Аугсбургу, де й перебував до приходу американських військ. У 1945 році записався на правничий факультет Ерланґенського університету, який закінчив 1948 року. Здобув ступінь магістра права в Українському вільному університеті в Мюнхені (1949). Брав участь у студентському русі, працював редактором журналу «Український самостійник» (1946), співробітником «Студентського Вісника» і газети «Час» (1946—1948).
З 1948 року в Канаді. Здобув ступінь бакалавра соціологічних (1957) та бібліотечних (1961) наук у Торонтському університеті, в якому відтоді працював як бібліотекар до 1965 року. Докторат Українського вільного університету (1968; політичні науки). Співзасновник Ліґи Визволення України (1949—1968; член її Головної управи в Торонто і керівник її Прес-Бюро); співзасновник і головний редактор газети «Гомін України» (1948—1949 і знову 1951—1954), парламентарний кореспондент і член Канадського Національного Прес-Бюро в Оттаві (1966—1968), член Президії Конґресу Українців Канади (1966—1969), діяч Світового Конгресу Вільних Українців (у 1969—1972 — його екзекутивний директор). Член Асоціації канадських славістів, Спілки українських журналістів Канади й Америки, голова Сеньйорату Товариства української студіюючої молоді ім. М. Міхновського.
У квітні — травні 1968 р. був секретарем неофіційної української делегації на форумі Міжнародної Конференції Прав Людини в Тегерані.
З 1972 року у США: редактор українського щоденника «Свобода», її акредитований кореспондент при Об'єднаних Націях.
Автор книг «Україна на міжнародній арені. 1945—1965» (1966), «Дмитро Донцов — політичний портрет» (1974), «Нарис історії української політичної думки» (1976). Друкувався в періодичній пресі, у тому числі в часописах «Український самостійник», «Час», «Сучасність», «Ukrainian Quarterly» та інших. Підготував індекс до «Ukraine. A Concise Encyclopaedia» (т. 1—2, Торонто, 1963—71). Із сотень його статей, передовиць та есеїв вийшла книжковим виданням збірка «Між оптимізмом і песимізмом» (1979 р.).
Помер у місті Джерсі-Сіті (штат Нью-Джерсі, США), за всією правдоподібністю насильницькою смертю, похований на цвинтарі Баунд-Брук.